# The Shangri-Las

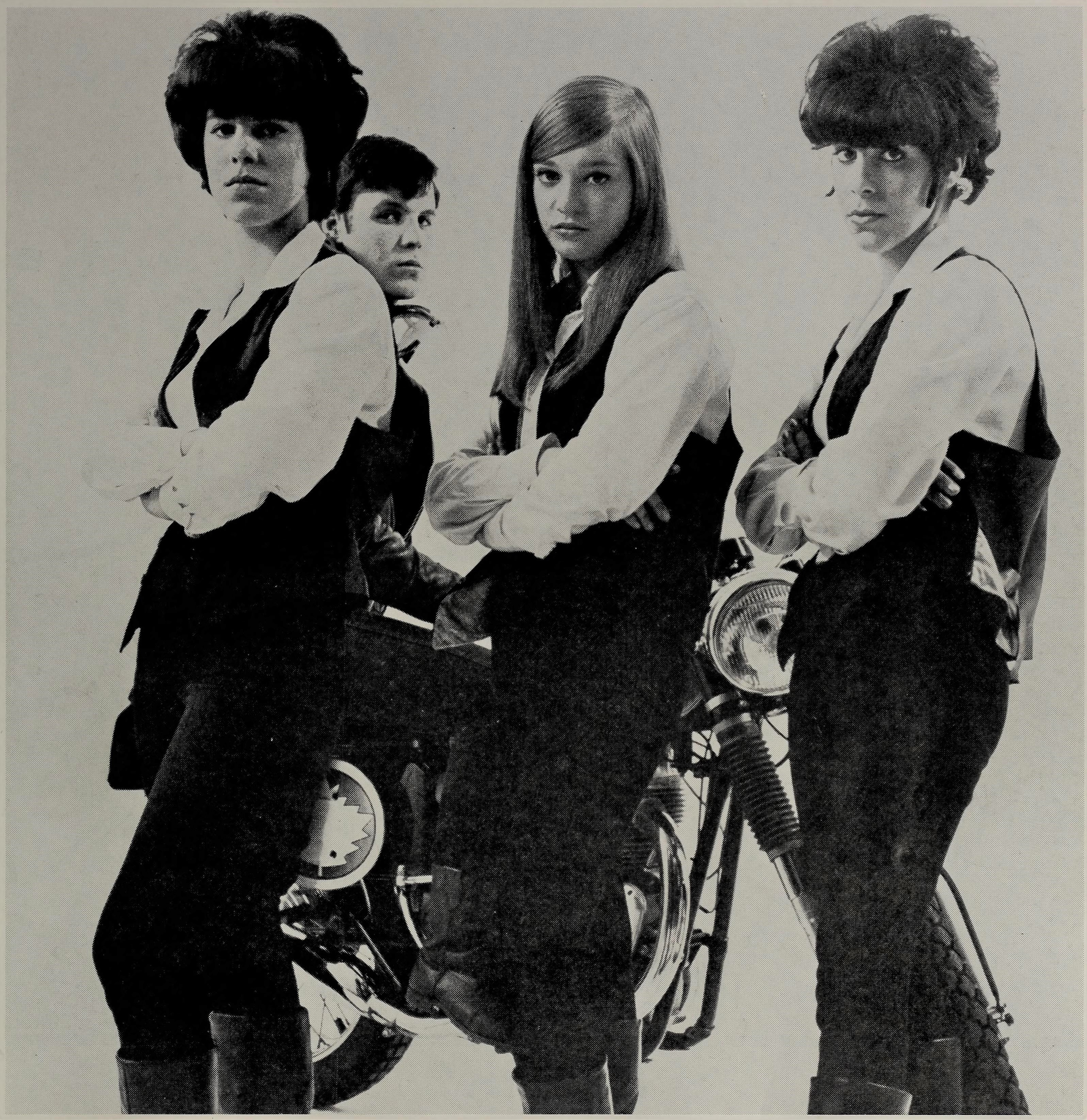
The Shangri-Las 1965

The Shangri-Las var en amerikansk popgrupp bildad i Queens i New York år 1963. Gruppen bestod av tvillingarna Betty Weiss och Mary Weiss och systrarna Marge Ganser och Mary Anne Ganser. De slog igenom med låten "Remember (Walking in the Sand)" 1964. The Shangri-Las mest kända låt blev dock deras nästa singel "Leader of the Pack" som blev singeletta i USA. "Leader of the Pack" handlar om en ung tjej som är kär i en buse som sedan omkommer i en motorcykelolycka. Många av gruppens låtar handlade om sådant här, olycklig kärlek och tonårsproblem. Ofta framfördes låtarna på ett trots sina mörka budskap ganska oskyldigt sätt. Gruppen gjorde sig också känd för att för sin tid ha ganska vågade liveframträdanden. De fick ytterligare tre singelhits 1965, "I Can Never Go Home Anymore", som var deras sista topp 10-hit i USA, "Give Us Your Blessings" och "Give Him a Great Big Kiss".
År 1966 hamnade gruppens skivbolag Red Bird i finansiell knipa, och gruppen flyttade till Mercury Records där de 1967 gav ut ett par singlar som inte uppmärksammades. Samma år hade också Marge lämnat gruppen. The Shangri-Las upplöstes år 1968. Mary Anne Ganser avled under dunkla omständigheter 1970. Hennes syster Marge dog av bröstcancer 1996. Återföreningar av gruppen har praktiskt taget aldrig skett, dock gjorde de 1976 en kortvarig återförening. Mary Weiss har varit musikaliskt aktiv i mindre skala på egen hand. Hon avled 19 januari 2024.

## Diskografi
Studioalbum
- Leader of the Pack (1964)
- Shangri-Las-65! (1965)

Samlingsalbum
- Golden Hits of the Shangri-Las (1966)
- The Shangri-Las Sing (1975)
- Myrmidons of Melodrama (1994)
- The Best of the Shangri-Las (1996)
- Myrmidons of Melodrama (2002) (nyutgåva)
- Remembered (2008)
- Greatest Hits (2008)
- The Complete Collection (2009)

Singlar i urval
- "Remember (Walking in the Sand)" / "It's Easier to Cry" (1964) (US #5)
- "Leader of the Pack" / "What Is Love?" (1964) (US #1)
- "Give Him a Great Big Kiss" / "Twist and Shout" (1964) (US #18)
- "I Can Never Go Home Anymore" / "Bull Dog" (1965) (US #6)